# モンティ・イオアネ
モンティ・イオアネ（Monty Ioane、1994年10月30日 - ）は、トップ14・リヨンOUに所属するラグビーユニオン選手。

## プロフィール
- オーストラリア、メルボルン出身[1]。
- ポジションはウィング(WTB)。
- 身長 180cm、体重 93kg
- おじのディグビー・イオアネもいとこのピート・サムもラグビー選手。
- イタリア代表キャップは26（2024年3月現在）でラグビーワールドカップ2023のイタリア代表に選ばれた[2]。

## 略歴
スタッド・フランセ、タスマン、ベイ・オブ・プレンティ、ベネットン、レベルズを経て、2023年、リヨンOUに加入。 